# Gil l'Eremita
Gil (Atenes, Grècia, ca. 640 - Sant Geli, Comtat de Provença, ca. 720) va ser un eremita i abat d'origen grec que va viure en el segle VII. És venerat com a sant per l'Església Catòlica. La seva vida fou recollida, entre d'altres, per Iacopo da Varazze a la Llegenda Àuria.

## Vida i tradicions

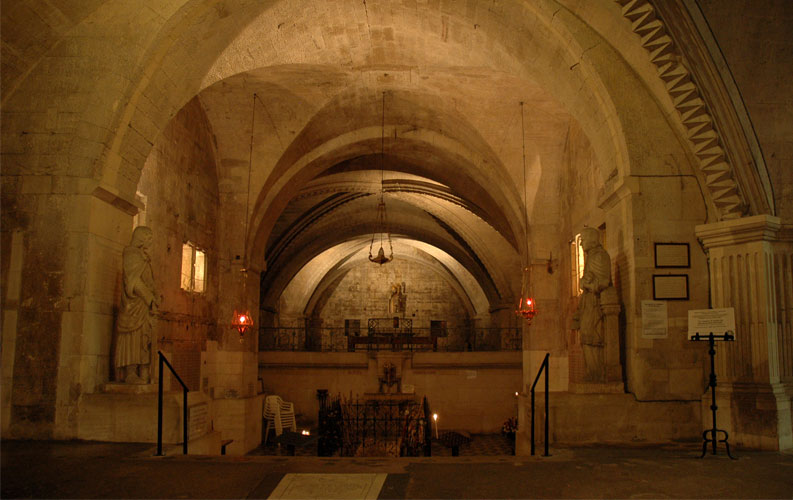
Cripta de Sant Geli, on hi ha la tomba del sant

Segons diverses fonts sant Gil hauria nascut cap al 640, els seus pares disposaven de mitjans econòmics i va rebre una educació acurada. La seva santedat va manifestar ben aviat i de jove hom li atribueix alguns miracles. A la mort dels seus pares va donar el seu patrimoni als necessitats i amb vint anys es va traslladar a la Provença, fent una estada a Roma. Arribat a Arle va practicar l'eremitisme en els boscos situats entre aquell lloc i Nimes. Acostumava a estar acompanyat per una femella de cérvol que va domesticar i li proporcionava llet pel seu manteniment.
En una ocasió el sant fou ferit per una fletxa llançada pel rei Vamba que estava de cacera a la rodalia i perseguia el cérvol, que es va refugiar al seu costat. Com a compensació per l'accident, sant Gil va rebre del rei dels visigots uns terrenys per aixecar-hi un establiment monàstic, ara conegut com a Sant Geli i que se situa al mateix lloc on vivia l'eremita a l'actual població de Sant Geli (Gard).
Un altre episodi de la vida de sant Gil el relaciona amb Carles Martell, el qual havia comès un pecat que no podia confessar. Mentre l'abat Gil celebrava una missa en presència del pecador, va aparèixer un àngel amb un pergamí amb un text amb el pecat inconfessable. Per intercessió del sant les lletres es van anar difuminant fins que van desaparèixer totalment, el pecador penedit i la falta perdonada. Una segona versió fa que el pecador sigui Carlemany, tot i que històricament el rei franc va viure quan sant Gil ja hauria mort.
Un altre episodi ens fa saber que l'abat va anar a Roma i va rebre del papa unes portes de fusta per l'església. Sant Gil les va llençar al Tíber i l'aigua les va portar miraculosament fins a la costa de Provença, prop de l'abadia. Va morir cap al 720 i fou enterrat a l'abadia on va viure. El seu lloc d'enterrament va esdevenir un centre d'atracció pels pelegrins que s'hi atansaven per venerar-lo.

## Sant Gil i Catalunya
A Catalunya, una llegenda explica que sant Gil era un pescador d'Atenes a qui un dia va sorprendre una terrible tempesta que el va arrossegar fins a fer-lo naufragar a les costes catalanes. D'aquesta feta el sant va avorrir el mar i va decidir dedicar-se a la vida de penitència terra endins. Es va posar a caminar i va arribar a la vall de Núria, al Pirineu, on es va instal·lar al voltant de l'any 700, vivint un temps aixoplugat en una cova.
Les poques pertinences del sant eren una olla on cuinava els àpats, una campana utilitzada per a convocar els pastors a oració i compartir amb ells els menjars, una imatge de la Mare de Déu que ell mateix havia fet amb fusta de noguera, i una creu. Quan va deixar aquell paratge, va enterrar els objectes. El pastor Amadeu va cercar-los sense èxit, aixecant l'ermita de Sant Gil de Núria. Després, un altre pastor trobà els objectes de manera miraculosa i encara es conserven al santuari.
Els pastors del Pirineu el tenen per patró i el primer dia de setembre en celebren la festivitat al santuari de Núria. També el tenien per advocat les mestresses de casa que es passaven les llargues vesprades d'hivern filant prop de la llar; el dia primer de setembre, creient que el sant en protegiria la feina, començaven a filar.

### Festa de sant Gil o dels Pastors, a Núria

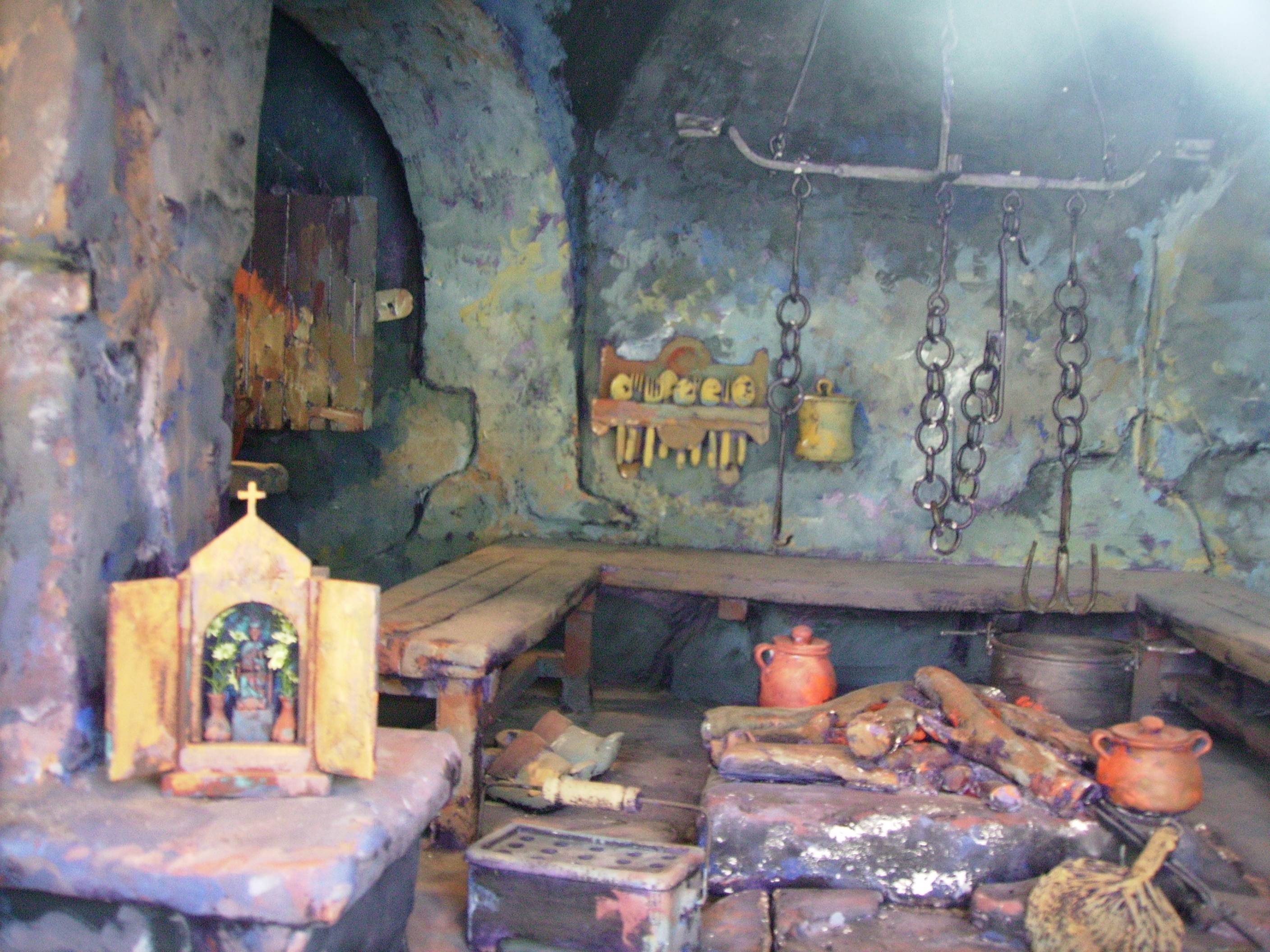
Diorama de les ofrenes dels pastors a Sant Gil

La festa comença la vigília amb jocs de cucanya, esports, coets i oferiment de coca. La missa del vespre és celebrada ordinàriament pel bisbe; tot seguit. es fa la processó de torxes fins a l'ermita de Sant Gil. Havent sopat, té lloc un foc de camp davant del santuari. L'endemà, els pastors, amb vestits típics, presideixen la missa i fan ofrena a la Mare de Déu de Núria de diversos productes propis. Tot seguit es fa la processó amb la imatge de la Mare de Déu cap a l'ermita de Sant Gil, amb acompanyament dels gegants de Ribes de Freser.

## Iconografia
Se'l representa vestit amb l'hàbit negre propi de l'orde benedictí, portant un bàcul que denota la seva condició d'abat. També es pot trobar representat vestit com un ermità. Molt sovint l'acompanya un cérvol i pot tenir una sageta clavada al pit o bé a la mà, fent referència a l'episodi de cacera durant el qual va resultar ferit. Aquest episodi és destacat per la Llegenda àuria.
A Catalunya, i concretament a Núria, també es relacionen amb la seva iconografia l'olla, la campana i la creu que han esdevingut els símbols del santuari.
Obres
- Icona de Sant Gil a l'ermita de Sant Gil de Núria, obra de F. Roca Bon.
- Imatge al cambril de la Mare de Déu de Núria, obra de Llucià Navarro (1965-67)

## Galeria

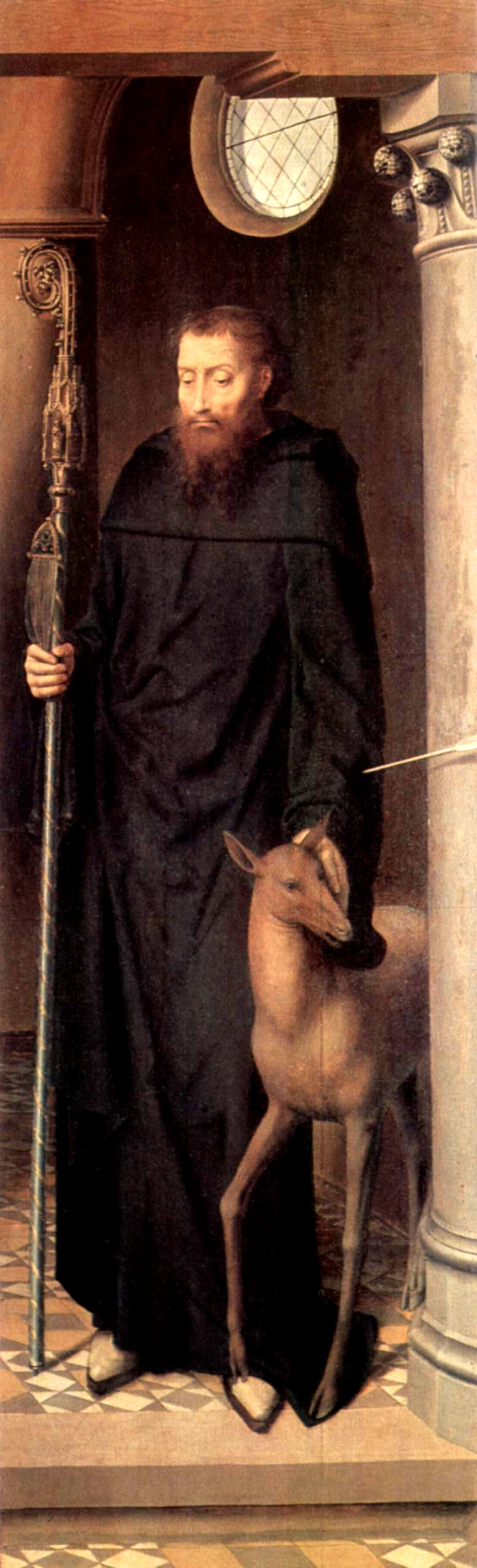
Sant Gil segons Hans Memling
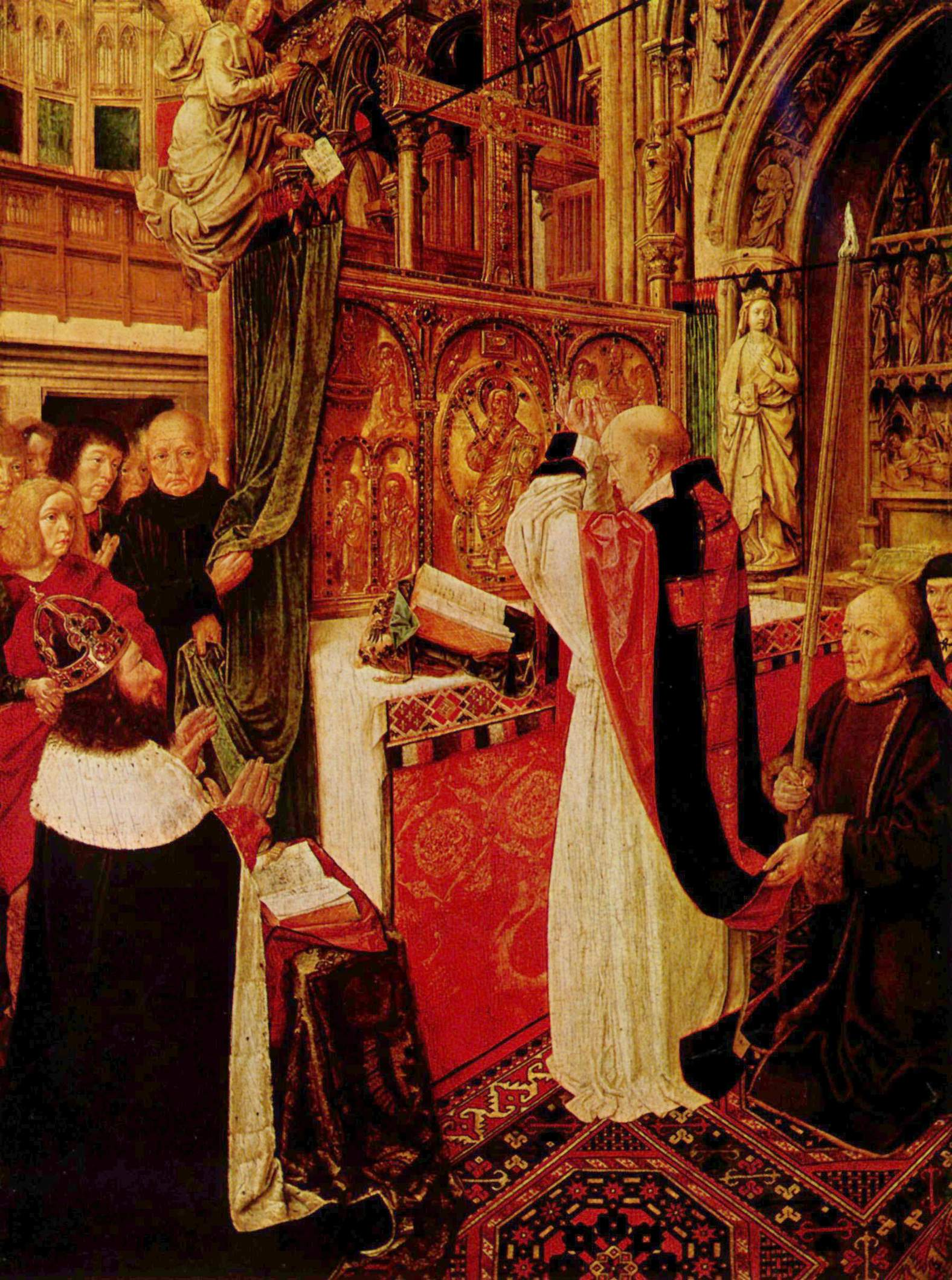
Missa de sant Gil, National Gallery de Londres
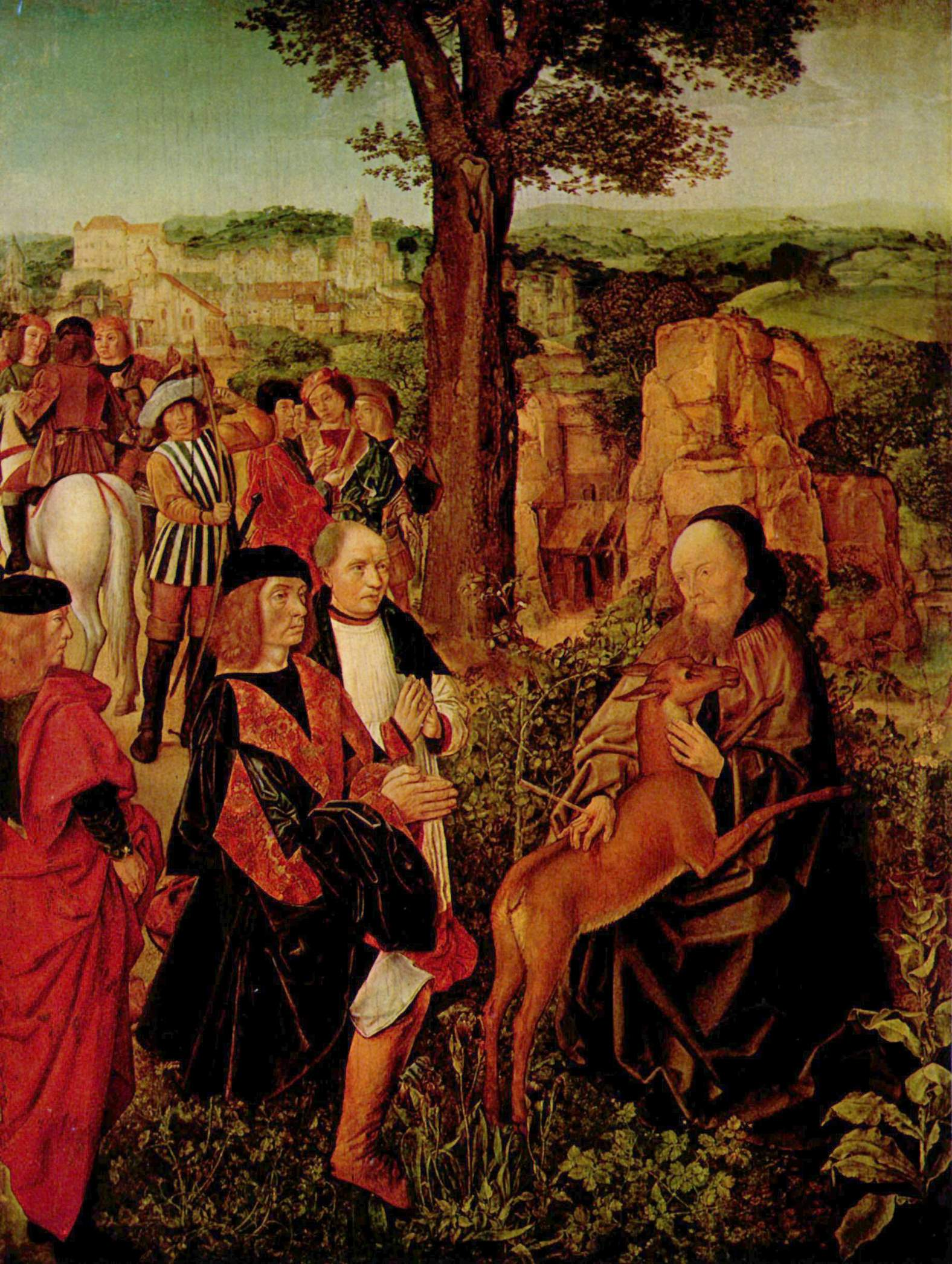
Sant Gil, National Gallery de Londres
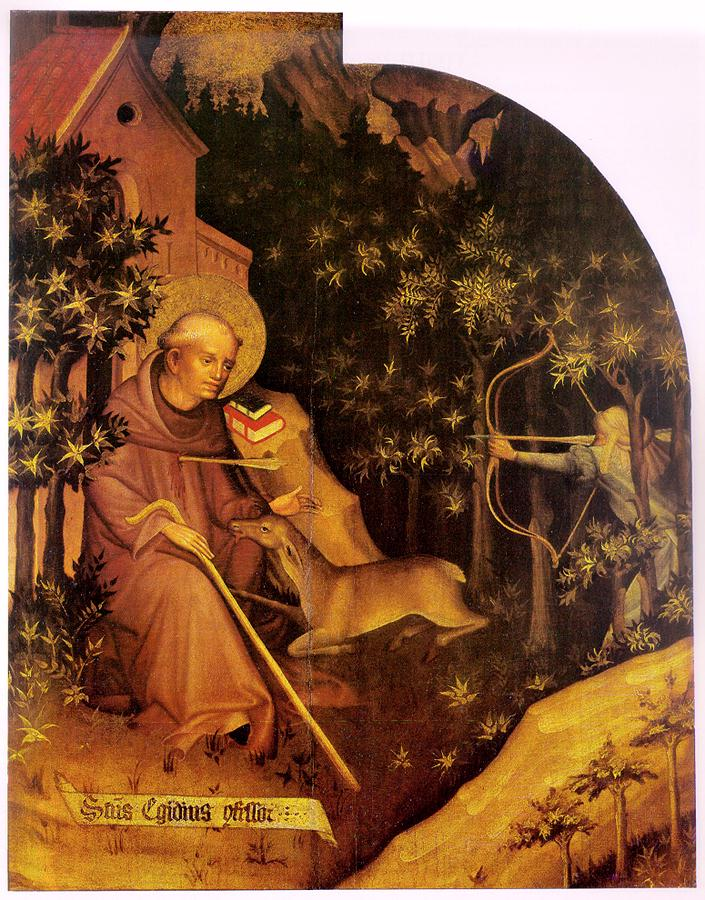
Mort de Sant Gil, per Thomas de Coloswar, 1427 (Esztergom, Museu Cristià)
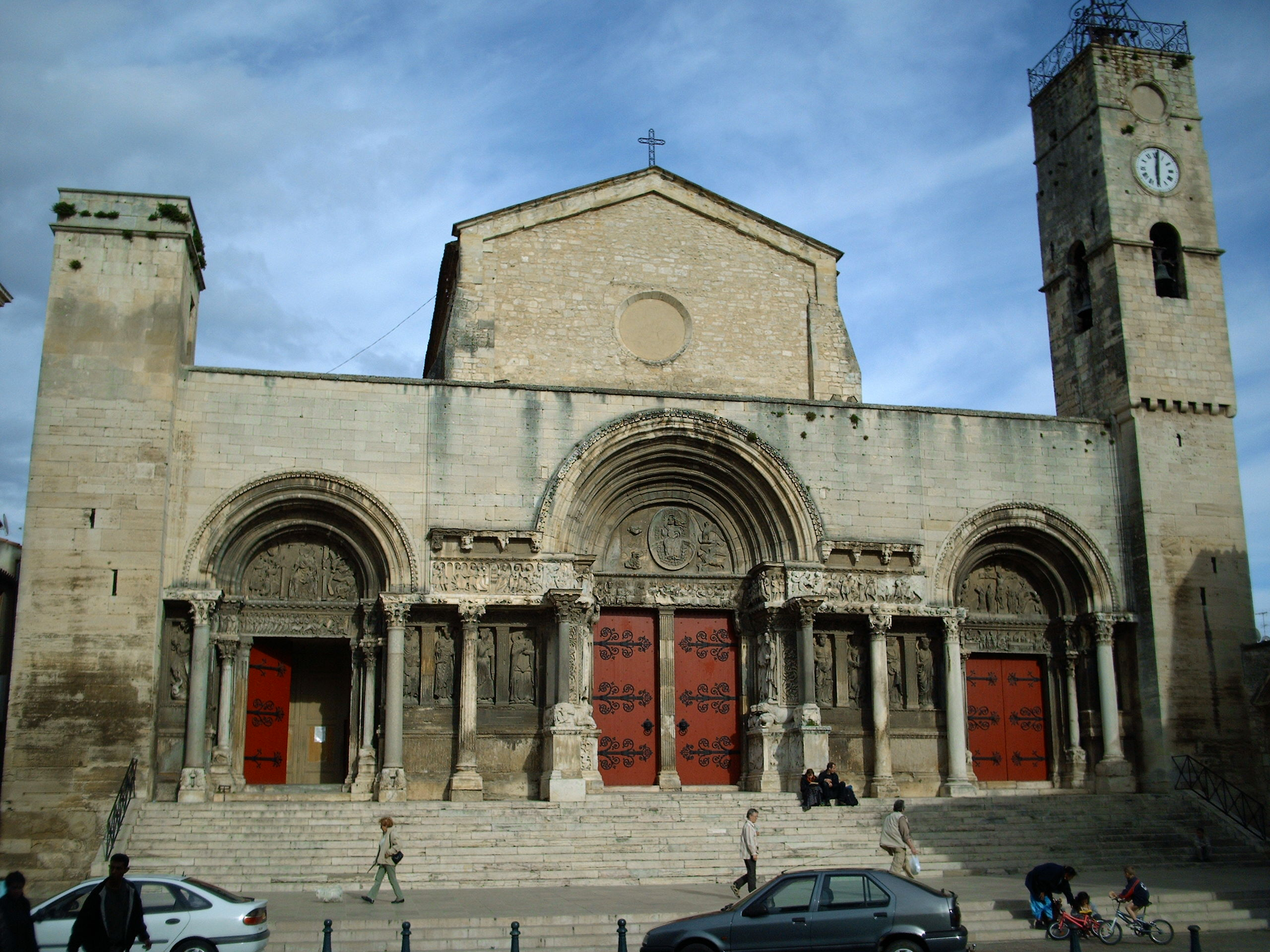
Abadia de Sant Geli, al Gard
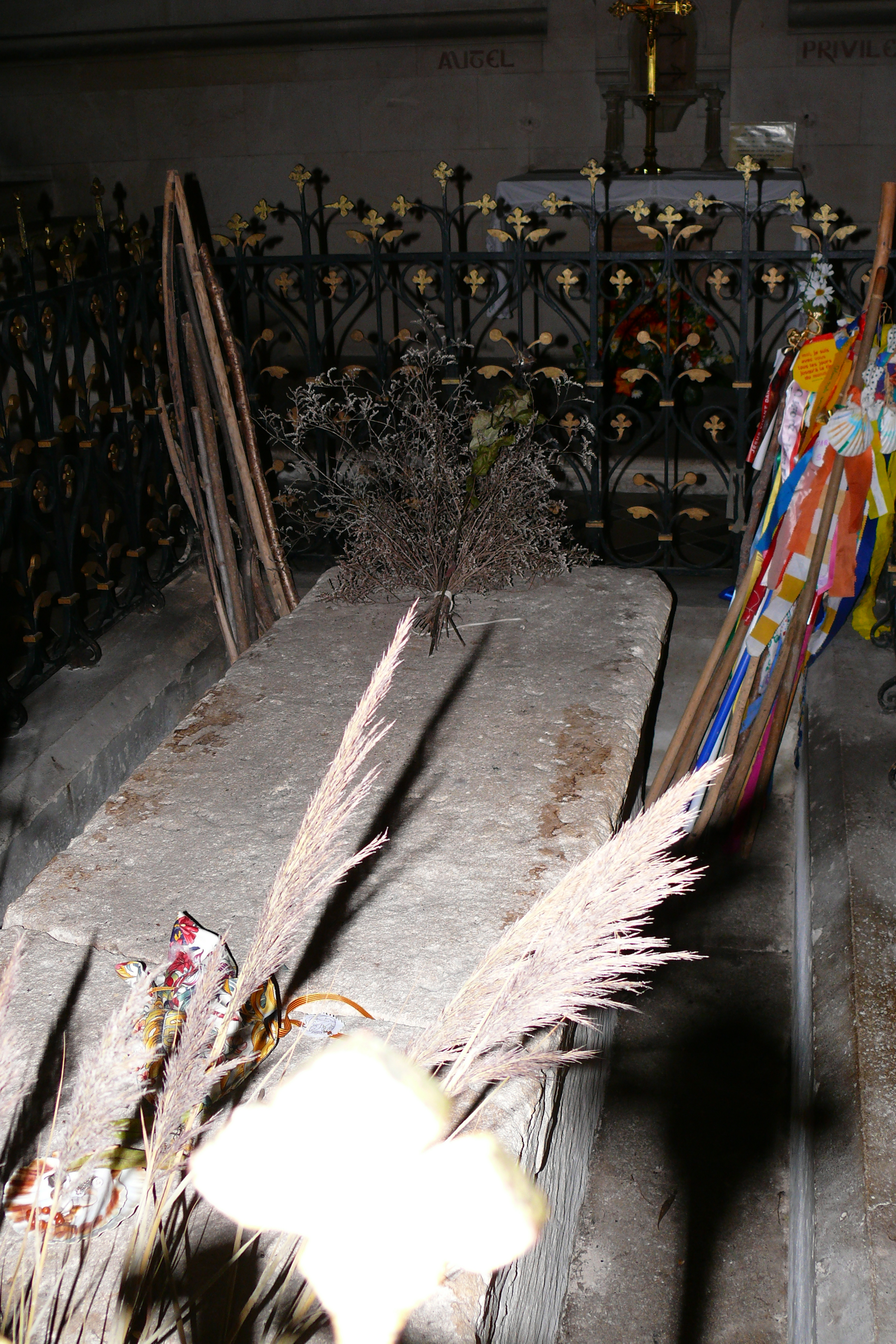
Tomba de Sant Gil, a Sant Geli
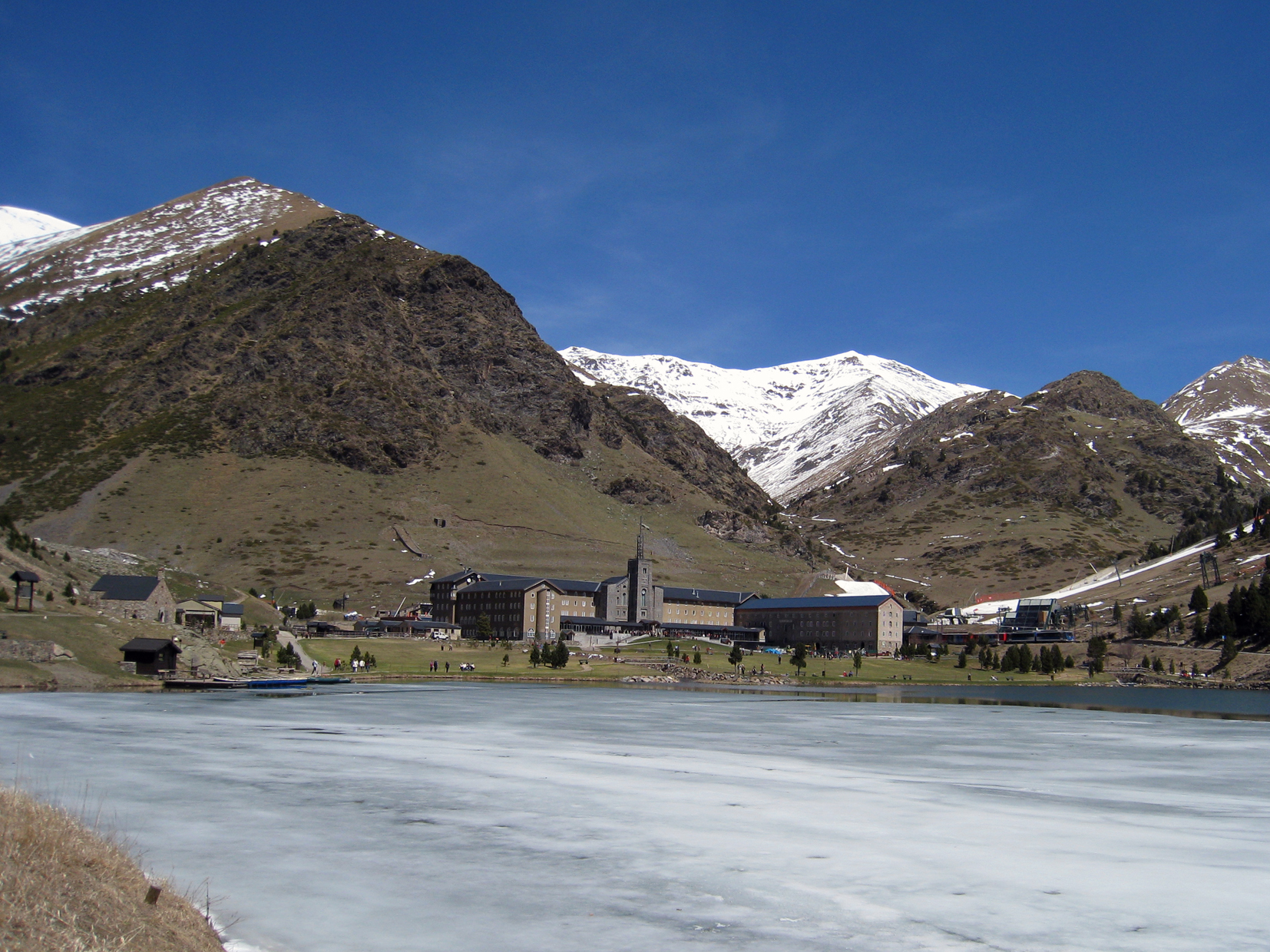
Santuari de Núria, on es considera que va viure sant Gil
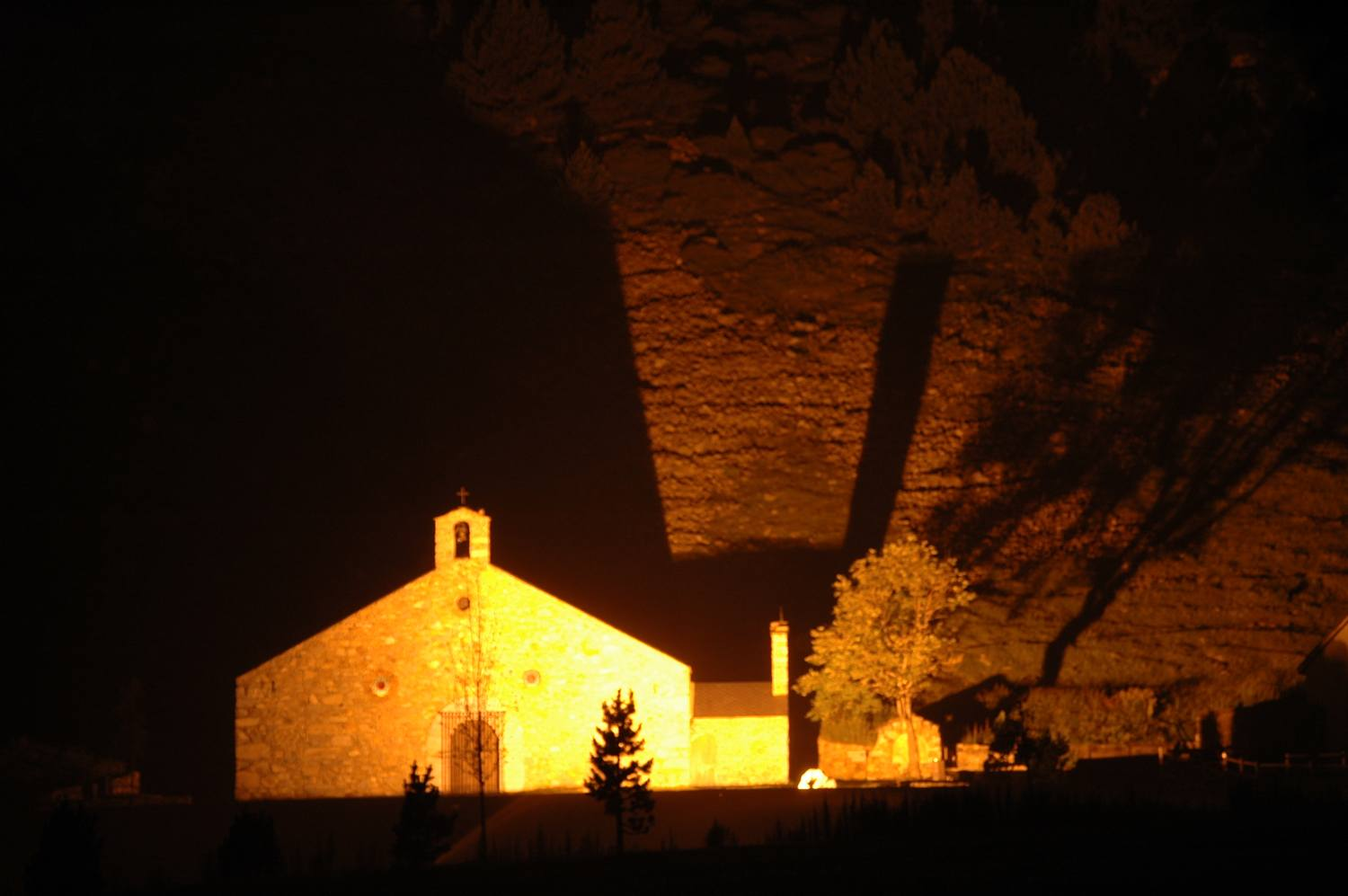
Ermita de Sant Gil, a la Vall de Núria